# Суворовское военное училище

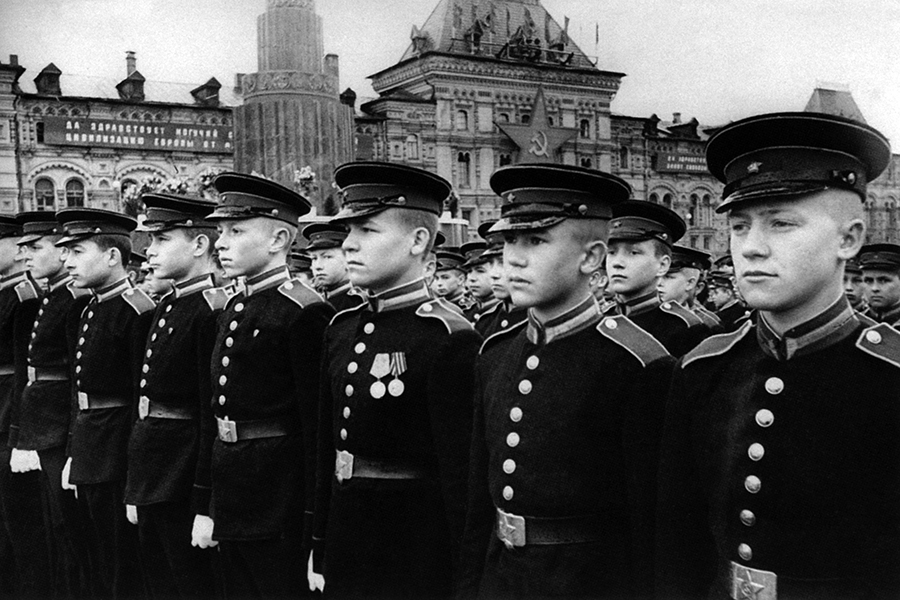
Суворовцы на Параде Победы в Москве 24 июня 1945 года

Суво́ровское вое́нное учи́лище — специализированное военно-учебное заведение для молодёжи школьного возраста.

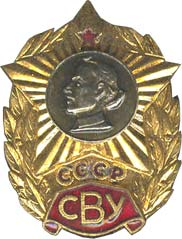
Знак об окончании СВУ

Поступление в российские Суворовские военные училища исключительно для лиц мужского пола (в 2009—2014 годах в Екатеринбургском суворовском училище обучались также и девочки). Суворовское военное училище даёт среднее школьное образование и одновременно готовит своих воспитанников к поступлению в высшие военные училища Вооружённых Сил. Учащиеся в Суворовском военном училище и их выпускники называются суво́ровцами.

## История

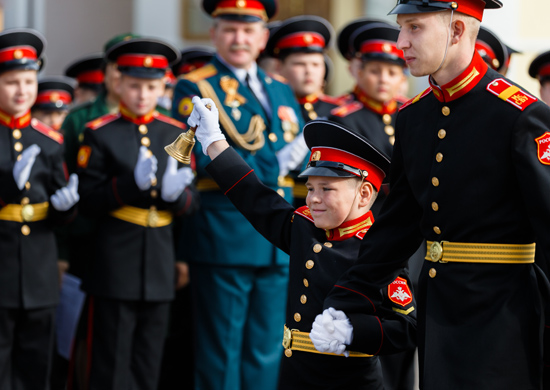
Начало нового учебного года в Московском Суворовском военном училище, 1 сентября 2015

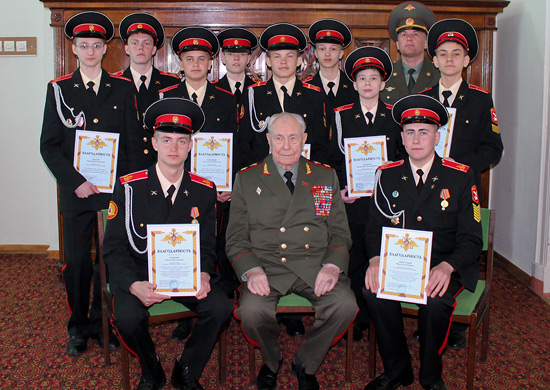
Лучшие суворовцы Казанского СВУ с Маршалом Советского Союза Дмитрием Язовым, 16 мая 2014

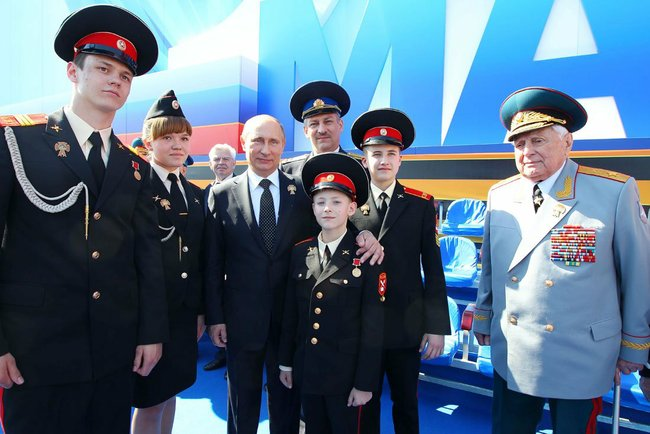
Владимир Путин, суворовцы и Маршал артиллерии Владимир Михалкин по окончании парада Победы, 9 мая 2013

Суворовские военные училища были созданы во время Великой Отечественной войны в соответствии с Постановлением Совета Народных Комиссаров СССР № 901 от 21 августа 1943 года «О неотложных мерах по восстановлению хозяйства в районах, освобожденных от немецкой оккупации».
Тогда же они получили своё название в честь русского полководца генералиссимуса Александра Васильевича Суворова. Инициатором их создания был генерал-лейтенант Алексей Игнатьев, обратившийся 17 апреля 1943 года с письмом к И. В. Сталину: он предлагал, в виде опыта, создать один кадетский корпус в Москве. Сталин сделал 2 поправки: училища были названы Суворовскими; и создавались сразу 9 училищ.
В 1943 году открылось 11 училищ: Краснодарское (в Майкопе), Новочеркасское, Сталинградское (в Астрахани), Воронежское, Харьковское (в Чугуеве), Курское, Калининское, Орловское (в Ельце), Ставропольское, Ташкентское, Кутаисское (два последних — училища НКВД, позже — МВД, для детей пограничников); в 1944 году — 6 училищ: Казанское, Куйбышевское, Горьковское, Саратовское, Тамбовское, Тульское, в 1953 году — Минское, в 1955 году — Ленинградское.
В 1950-х годах была выдвинута идея соединения в одном учебном заведении Суворовского училища и общевойскового офицерского училища. Идея, имевшая целью более тесное соединение общеобразовательной и военной подготовки, прошла проверку в ряде военно-учебных заведений, в том числе и в Ленинградском пехотном училище. Позже вновь было разделено на 2 училища.
В 1975 году в СССР действовало 8 училищ: Казанское, Калининское, Киевское (бывшее Харьковское), Ленинградское, Минское, Московское (бывшее Горьковское), Свердловское и Уссурийское (бывшее Курское).
12 мая 1991 года были подготовлены проекты постановления Кабинета Министров СССР о создании Ульяновского и Бишкекского Суворовских военных училищ. Переформирование Ульяновского гвардейского высшего танкового командного дважды Краснознамённого ордена Красной Звезды училища имени В. И. Ленина в Ульяновское гвардейское Суворовское военное дважды Краснознамённое ордена Красной звезды училище было выполнено в 1991 году. Бишкекское Суворовское военное училище в связи с распадом СССР создано не было.
Приказом Министра обороны России № 437 от 2 октября 2007 г. внесены изменения в Приказ Министра обороны России № 25 от 15 января 2001 г. о суворовских военных, нахимовских военно-морских, военно-музыкальных училищах и кадетских, морских кадетских, музыкальных кадетских корпусах Минобороны России. Главное изменение – уточнение их подчиненности.
Согласно новому приказу непосредственно подчинены:
- Казанское суворовское военное училище — начальнику Тыла Вооруженных Сил Российской Федерации — заместителю министра обороны России;
- Военно-технический кадетский корпус — начальнику Службы расквартирования и обустройства войск Министерства обороны России;
- Нахимовское военно-морское училище и Кронштадтский морской кадетский корпус — главнокомандующему Военно-морским флотом;
- Екатеринбургское, Московское, Санкт-Петербургское, Северо-кавказское, Уссурийское суворовские военные училища и Омский кадетский корпус — командующим войсками военных округов, на территории которых они дислоцированы;
- Пермское суворовское военное училище — командующему Ракетными войсками стратегического назначения;
- Ульяновское гвардейское суворовское военное училище — командующему Воздушно-десантными войсками;
- Военно-космический кадетский корпус — командующему Космическими войсками;
- Кадетский корпус Железнодорожных войск — командующему Железнодорожными войсками;
- Санкт-Петербургский кадетский ракетно-артиллерийский корпус — начальнику ракетных войск и артиллерии;
- Кадетский корпус радиоэлектроники — начальнику связи Вооруженных Сил России — заместителю начальника Генерального штаба Вооруженных Сил России;
- Московское военно-музыкальное училище — начальнику Военно-оркестровой службы Вооруженных Сил России — главному военному дирижеру.

В 2016 году на территории Российской Федерации действует 9 Суворовских военных училищ.

### Преобразования училищ
- В 1946 году Сталинградское СВУ было передислоцировано в г. Чкалов (ныне — Оренбург); Кутаисское СВУ МВД было передислоцировано в Ленинград и названо Ленинградское СВУ МВД (расформировано в 1960 году).
- В 1947 году Краснодарское СВУ было передислоцировано в г. Дзауджикау (с 1954 года — Орджоникидзе, с 1990 года — Владикавказ) и названо Северо-Кавказское СВУ; Харьковское СВУ передислоцировано в г. Киев и названо Киевское СВУ.
- В 1947 году Орловское СВУ передислоцировано в г. Свердловск и названо Свердловское СВУ; Северо-Кавказское СВУ преобразовано в Кавказское Краснознамённое СВУ.
- В 1953 году сформировано Минское СВУ.
- В 1955 году образовано Ленинградское Суворовское офицерское военное дважды Краснознамённое училище. Позже разделено на Суворовское и пехотное училища.
- В 1956 году Горьковское СВУ было передислоцировано в Москву и названо Московское СВУ.
- В 1957 году Курское СВУ было передислоцировано в г. Ворошилов-Уссурийский Приморского края и названо Дальневосточное СВУ; Сталинградское СВУ переименовано в Чкаловское СВУ.
- В 1958 году Чкаловское СВУ переименовано в Оренбургское СВУ.
- В период с 1960 по 1964 годы было закрыто 8 СВУ: Саратовское, Тамбовское, Тульское, Оренбургское, Ставропольское, Новочеркасское, Куйбышевское и Воронежское, а также 2 СВУ МВД: Ленинградское и Ташкентское.
- В 1964 году Дальневосточное СВУ переименовано в Уссурийское СВУ.
- В 1965 году Кавказское Краснознамённое СВУ переименовано в Орджоникидзевское СВУ.
- В 1968 году Орджоникидзевское СВУ расформировано.
- В 2000 году на базе Орджоникидзевского СВУ во Владикавказе было возрождено Северо-Кавказское СВУ.
- В 2009 году «Школа Милиции» в г. Елабуга было преобразовано в СВУ МВД.
- В 2015 году открыто Пермское Суворовское военное училище.
- В 2023 году Иркутское СВУ открывается на базе бывшего Иркутского высшего военного авиационно-инженерного училища.
- В марте 2016 года Президент России Владимир Путин принял решение о возрождении Тульского Суворовского военного училища. Новый учебный год начат 1 сентября 2016 года[10].

## Список училищ

### Россия
На 2016 год в Российской Федерации существует 20 Суворовских военных училищ и Нахимовское военно-морское училище (включая Московское военно-музыкальное училище). Они входят в сеть довузовских учебных заведений Минобороны России, куда также входят президентские кадетские училища и кадетские военные корпуса; 3 школы для одарённых детей — Инженерная школа Военно-воздушной академии имени Н. А. Жуковского и Ю. А. Гагарина, Школа IT-технологий [sic] Военной академии связи имени С. М. Будённого и Спортивная школа Военного института физической культуры.
| Название СВУ                          | Сокращённое название | Прежнее название                                                                                                   | Деятельность                          |
| ------------------------------------- | -------------------- | --- | ------------------------------------- |
| Астраханское СВУ МВД                  | АСВУ                 | | действующее с 2009 г.                 |
| Воронежское СВУ                       | ВжСВУ                | | 1943—1963 годы                        |
| Грозненское СВУ МВД                   | ГСВУ                 | |                                       |
| Екатеринбургское СВУ                  | ЕкСВУ                | Орловское (ОрСВУ) → Свердловское (СвСВУ) → Екатеринбургское (ЕкСВУ)                                                | действующее                           |
| Елабужское СВУ МВД                    | ЕСВУ                 | |                                       |
| Иркутское СВУ                         | ИрСВУ                | | Действующее с 2023г.                  |
| Казанское СВУ                         | КзСВУ                | | действующее                           |
| Куйбышевское СВУ                      | КбСВУ                | | 1943—1964 годы                        |
| Ленинградское СВУ МВД                 | ЛнСВУ                | Кутаисское (КтСВУ) МВД                                                                                             | 1943—1960 годы                        |
| Московское СВУ                        | МсСВУ                | Горьковское (ГрСВУ)                                                                                                | действующее                           |
| Московское военно-музыкальное училище | МсВМУ                | Московское ВМУ (МсВМУ)                                                                                             | действующее с 1937 г.                 |
| Новочеркасское СВУ                    | НСВУ                 | | 1943—1962 годы                        |
| Новочеркасское СВУ МВД                | НСВУ                 | | действующее с 1991 г.                 |
| Северо-Кавказское СВУ                 | СкСВУ                | Краснодарское (КдСВУ) → Северо-Кавказское (СкСВУ) → Кавказское Краснознамённое (КвСВУ) → Орджоникидзевское (ОрСВУ) | действующее                           |
| Санкт-Петербургское СВУ               | СПбСВУ               | Ленинградское (ЛнСВУ)                                                                                              | действующее                           |
| Санкт-Петербургское СВУ МВД           | СПбСВУ               | | действующее с 2002 г.                 |
| Пермское СВУ                          | ПСВУ                 | | действующее с 2014 г.                 |
| Саратовское СВУ                       | СвСВУ                | | 1944—1960 годы                        |
| Ставропольское СВУ                    | СтСВУ                | | 1943—1962 годы                        |
| Сталинградское СВУ                    | СгСВУ                | | 1943—1961 годы                        |
| Тамбовское СВУ                        | ТбСВУ                | | 1944—1960 годы                        |
| Тверское СВУ                          | ТвСВУ                | Калининское (КлСВУ)                                                                                                | действующее                           |
| Тульское СВУ                          | ТлСВУ                | | 1944—1960 годы; действующее с 2016 г. |
| Ульяновское СВУ                       | УГСВУ                | | действующее                           |
| Уссурийское СВУ                       | УСВУ                 | Курское (КсСВУ) → Дальневосточное (ДвСВУ)                                                                          | действующее                           |
| Читинское СВУ МВД                     | ЧСВУ                 | | действующее                           |

### Белоруссия
| Название СВУ | Сокращенное название | Прежнее название | Деятельность |
| ------------ | -------------------- | ---------------- | ------------ |
| Минское СВУ  | МнСВУ                |                  | действующее  |

### Узбекистан
| Название СВУ        | Сокращённое название | Прежнее название | Деятельность   |
| ------------------- | -------------------- | ---------------- | -------------- |
| Ташкентское СВУ МВД | ТшСВУ                |                  | 1943—1960 годы |

### Украина
| Название СВУ | Сокращённое название | Прежнее название    | Деятельность                                            |
| ------------ | -------------------- | ------------------- | ------------------------------------------------------- |
| Киевское СВУ | КвСВУ                | Харьковское (ХрСВУ) | действующее (Киевский военный лицей имени Ивана Богуна) |

### ПМР
| Название СВУ      | Сокращённое название | Прежнее название | Деятельность |
| ----------------- | -------------------- | ---------------- | ------------ |
| Тираспольское СВУ | ТрСВУ                |                  | 2017 — н. в. |

## РСШИ
Республиканские специальные школы-интернаты с углублённым изучением русского языка и усиленной военно-физкультурной подготовкой. Были созданы в начале 1980-х годов, подчинялись Министерству образования СССР. Имели 3-летний срок обучения (в отличие от тогдашних СВУ, где курс обучения составлял 2 года). Воспитанники носили форму СВУ (различие в надписях на погонах: СШ вместо СВУ).
Существовали в следующих городах Союза ССР:
- Алма-Ата с 1983 г., Алматинская Республиканская военная школа имени Героя Советского Союза Бауржана Момышулы,
- Ашхабад, Республиканская общеобразовательная специализированная школа-интернат,
- Баку, Спецшкола-интернат имени Дж. Нахичеванского,
- Фрунзе,
- Душанбе,
- Караганда, Карагандинская Республиканская военная спецшкола-интернат,
- Кишинёв,
- Кривой Рог,
- Львов,
- Ленинабад,
- Рига,
- Ташкент,
- Тбилиси,
- Самарканд,
- Ургенч,
- Фергана,
- Ташауз,
- Черкесск,
- Чимкент.

Специальные школы-интернаты с первоначальной лётной подготовкой (форма аналогичная другим РСШИ, отличия — лампасы и канты голубого цвета, околыш фуражки голубой, на парадном мундире и шинели — нарукавный знак авиации). Располагались в следующих городах:
- Ейск (при Ейском ВВАУЛ),
- Барнаул (при Барнаульском ВВАУЛ, ныне БСШИ с предполётной подготовкой).

В Российской Федерации существовали специальные школы-интернаты в Ахтубинске, Барнауле, Ейске, Неклиновском районе.
После распада СССР, некоторые (Львовская РСШИ преобразована в Львовский государственный лицей с усиленной военно-физической подготовкой имени Героев Крут), на данный момент существует http://ldvl.at.ua), Рижская РСШИ) были закрыты, остальные стали военными лицеями стран СНГ, находящимися под эгидой министерств обороны.